# Zavalinë
Zavalinë è una frazione del comune di Elbasan in Albania (prefettura di Elbasan).
Fino alla riforma amministrativa del 2015 era comune autonomo, dopo la riforma è stato accorpato, insieme agli ex-comuni di Bradashesh, Funarë, Gjergjan, Gjinar, Gracen, Labinot Fushë, Labinot Mal, Papër, Shirgjan, Shushicë e Tregan a costituire la municipalità di Elbasan.

## Località
La frazione è formata dall'insieme delle seguenti località:
- Zavaline
- Selte
- Kamican
- Joronishte
- Nezhan
- Burisht